# Ptilinop superb oriental
El ptilinop superb oriental (Ptilinopus superbus) és una espècie d'ocell de la família dels colúmbids (Columbidae) que viu en boscos i plantacions d'arbres les Moluques, Nova Guinea i illes del seu entorn, arxipèlags D'Entrecasteaux, Louisiade i Bismarck, illes de l'Almirallat, illes de l'Estret de Torres i localment per la costa oriental d'Austràlia fins a Tasmània.